# 黎春華
黎 春華（れい しゅんか、黎春华、リ・チゥンファ、1973年4月18日 - ）は、中国の囲碁棋士。湖北省出身、中国囲棋協会に所属、四段。全国囲棋個人戦女子の部優勝3回、宝海杯世界女子選手権戦ベスト4など。博弈教育网网絡道場の高段班の講座を担当。

## 経歴
武漢に生まれ、10歳の時に碁を学ぶ。14歳で省の集中訓練隊入り。1988年初段。1991年二段。1994年、全国女子団体戦優勝。1996年全国囲棋個人戦優勝、以後99年、2001年にも優勝。同1996年宝海杯世界女子選手権戦ベスト4。1997年の日中スーパー囲碁の女流戦に出場、中澤彩子に2-0で勝利。2000年には知念かおりに1-2で勝利。1997年友情杯戦リーグ入り。1998年四段。2001年東方航空杯ベスト4。2004年女子精鋭戦優勝。2005年女子名人戦決勝で葉桂に敗れ準優勝。
中国棋士ランキング2002年53位。全国女子団体戦では湖北チームなどで出場。

### タイトル歴
- 北染杯女子囲棋精鋭招待戦 1989年
- 全国囲棋個人戦女子の部 1996、99、2001年
- 全国女子囲棋精英戦 2004年
- 華西大学杯女子囲棋挑戦戦 2004年
- 全国体育大会囲棋女子個人戦 2006年

### その他の棋歴
国際棋戦
- 宝海杯世界女子選手権戦 ベスト4 1996年（○尹泳珉、○葉桂、×豊雲）
- 東方航空杯世界女子プロ囲碁選手権戦 ベスト4 2000年（○李知炫、○華学明、×徐瑩）
- 日中スーパー囲碁
  - 1997年 2-0 中澤彩子
  - 2001年 2-1 知念かおり
- 泰利特杯中韓女流囲碁対抗戦
  - 2001年 1-1（○黄焔、×朴鋕恩）
- 正官庄杯世界女子囲碁最強戦
  - 2007年 0-1（×李玟眞）

国内棋戦
- 女子名人戦 準優勝 2005年
- リコー杯囲棋混双戦 優勝 2001年（周鶴洋とペア）
- 棋源山庄杯中国プロ囲棋混双戦 優勝 2009年（邵煒剛とペア）
- 全国体育大会囲棋女子個人戦 準優勝 1996、2000、02年
- 全国智力運動会 2009年女子団体戦3位（湖北チーム）、2011年女子団体戦5位、女子個人戦6位、2015年女子団体戦3位
- 全国女子団体選手権戦 優勝 1994、96、2001、05年
  - 2012年男子丙級（湖北囲棋隊）1-6
  - 2013年女子甲級（湖北宝安地産）0-3
  - 2015年（湖北囲棋隊）6-1